# Bill Gunston
Pour les articles homonymes, voir Gunston.
William Tudor "Bill" Gunston (né le 1er mars 1927 - mort le 1er juin 2013) est un aviateur, militaire et écrivain britannique. Il a piloté pour la Royal Air Force de 1943 à 1948 et a été instructeur de vol. Il a passé la plus grande partie de sa carrière à faire de la recherche et à écrire sur l'aéronautique. Il a ainsi publié environ 350 articles et livres, dont plusieurs chez Salamander Books (en).

## Récompenses et distinctions
- Bill Gunston est nommé officier de l'Ordre de l'Empire britannique le 1er janvier 1996[3].

## Livres
- (en) Bill Gunston, Plane speaking : a personal view of aviation history, Somerset, England, Patrick Stephens Ltd, 1991, 239 p. (ISBN 978-1-85260-166-9).
- (en) Bill Gunston, Mikoyan MiG-21, Londres, Osprey, 1986, 200 p. (ISBN 978-0-85045-652-3).
- (en) Bill Gunston, The illustrated encyclopedia of the world's modern military aircraft, Secaucus, N.J, Chartwell, 1985, 256 p. (ISBN 978-0-86101-010-3).
- (en) Bill Gunston, The illustrated encyclopedia of the world's rockets & missiles : a comprehensive technical directory and history of the military guided missile systems of the 20th century, Londres, Salamander Books, 1979, 264 p. (ISBN 978-0-86101-029-5).
- (en) Bill Gunston, Modern Air Combat : The Aircraft, Tactics and Weapons Employed in Aerial Warfare Today, New York, Crescent Books Distributed by Crown Publishers, 1983, 224 p. (ISBN 978-0-517-41265-7).
- (en) Bill Sweetman et Bill Gunston, Soviet air power, Londres, Salamander Books, 1978 (ISBN 978-0-86101-015-8).
- The US War Machine
- (en) Bill Gunston et al. (ill. John W. Wood), Submarines in colour, Poole, Blandford Press, 1976 (ISBN 978-0-7137-0780-9).
- (en) Bill Gunston, Modern fighting aircraft, Londres, Salamander Books, 1984 (ISBN 978-0-86101-158-2).
- (en) Bill Gunston, The illustrated directory of fighting aircraft of World War II, Osceola, WI, MBI Pub, 1998, 479 p. (ISBN 978-0-7603-0722-9).
- (en) Bill Gunston, Fighter : Pictorial history of international fighter aircraft., Bristol, England, Parragon, 1998 (ISBN 978-0-7525-2608-9 et 978-0-752-52086-5).
- (en) Bill Gunston, Fighters of the fifties, Osceola, WI, Specialty Press, 1981 (ISBN 978-0-933424-32-6).
- (en) Bill Gunston, Early supersonic fighters of the West, Londres, Allan, 1976, 256 p. (ISBN 978-0-7110-0636-2).
- (en) Bill Gunston, Bombers of the West, Londres, Allan, 1973, 283 p. (ISBN 978-0-7110-0456-6).
- The Encyclopedia of the World's Combat Aircraft. New York: Chartwell Books, Inc., 1976.  (ISBN 0-89009-054-8).
- (en) Bill Gunston, The Encyclopedia of world air power, New York, Crescent Books, 1980, 384 p. (ISBN 978-0-517-53754-1)
- (en) Bill Gunston, Faster than sound : the story of supersonic flight, City, Patrick Stephens, 1992, 268 p. (ISBN 978-1-85260-317-5).
- (en) Bill Gunston, Attack aircraft of the West, Londres, Allan, 1974, 271 p. (ISBN 978-0-7110-0523-5).
- (en) Bill Gunston, An illustrated guide to Allied fighters of World War II, New York, Arco Publishing, Inc, 1981, 160 p. (ISBN 978-0-668-05228-3).
- (en) Bill Gunston, An Illustrated Guide to Military Helicopters, New York, Arco Publishing, Inc, 1981, 159 p. (ISBN 978-0-86101-110-0).
- (en) Bill Gunston, An illustrated guide to the Israeli Air Force, Londres, Salamander Books, 1982, 159 p. (ISBN 978-0-86101-140-7).
- (en) Bill Gunston, An illustrated guide to future fighters and combat aircraft, Londres, Salamander Books, 1984, 160 p. (ISBN 978-0-86101-163-6).
- (en) Bill Gunston, World Encyclopaedia of Aero Engines, Patrick Stephens, 1986, 185 p. (ISBN 0-85059-717-X).
- (en) Bill Gunston, World Encyclopaedia of Aircraft Manufacturers : From the Pioneers to the Present Day, Patrick Stephens Ltd, 1993, 336 p. (ISBN 1-55750-939-5).
- (en) Bill Gunston, The Development of Jet and Turbine Aero Engines, Patrick Stephens Ltd, 1995, 272 p. (ISBN 978-1-85260-618-3).
- (en) Bill Gunston, Fedden – the life of Sir Roy Fedden, RRHT, 1998, 349 p. (ISBN 1-872922-13-9).
- (en) Bill Gunston, Development of piston aero engines, Sparkford, Patrick Stephens Ltd, 2006, 231 p. (ISBN 978-1-85260-619-0).